# Гринців Ріг
Гринці́в Ріг — село в Україні, у Валківській міській громаді Богодухівського району Харківської області. Населення становить 226 осіб. До 2020 орган місцевого самоврядування — Баранівська сільська рада.

## Географія
Село Гринцов Ріг примикає до лісового масиву урочище Гринців Ліс (дуб). Поруч із селом проходить залізниця, станція Баранове. Примикає до села Мізяки.

## Історія
12 червня 2020 року, розпорядженням Кабінету Міністрів України № 725-р «Про визначення адміністративних центрів та затвердження територій територіальних громад Харківської області», увійшло до складу Валківської міської громади.

19 липня 2020 року, в результаті адміністративно-територіальної реформи та ліквідації Валківського району, село увійшло до складу Богодухівського району.

## Вихідці
- Волик Федір Парамонович — український театральний діяч.